# Armenistica

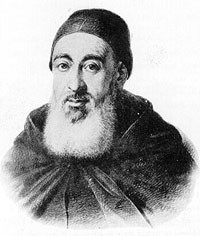
Mechitar di Sebaste, iniziatore dell'armenistica

L'armenistica è la disciplina che si occupa dello studio della storia, della lingua, della filologia, della letteratura e in generale della cultura del popolo armeno.

## Storia

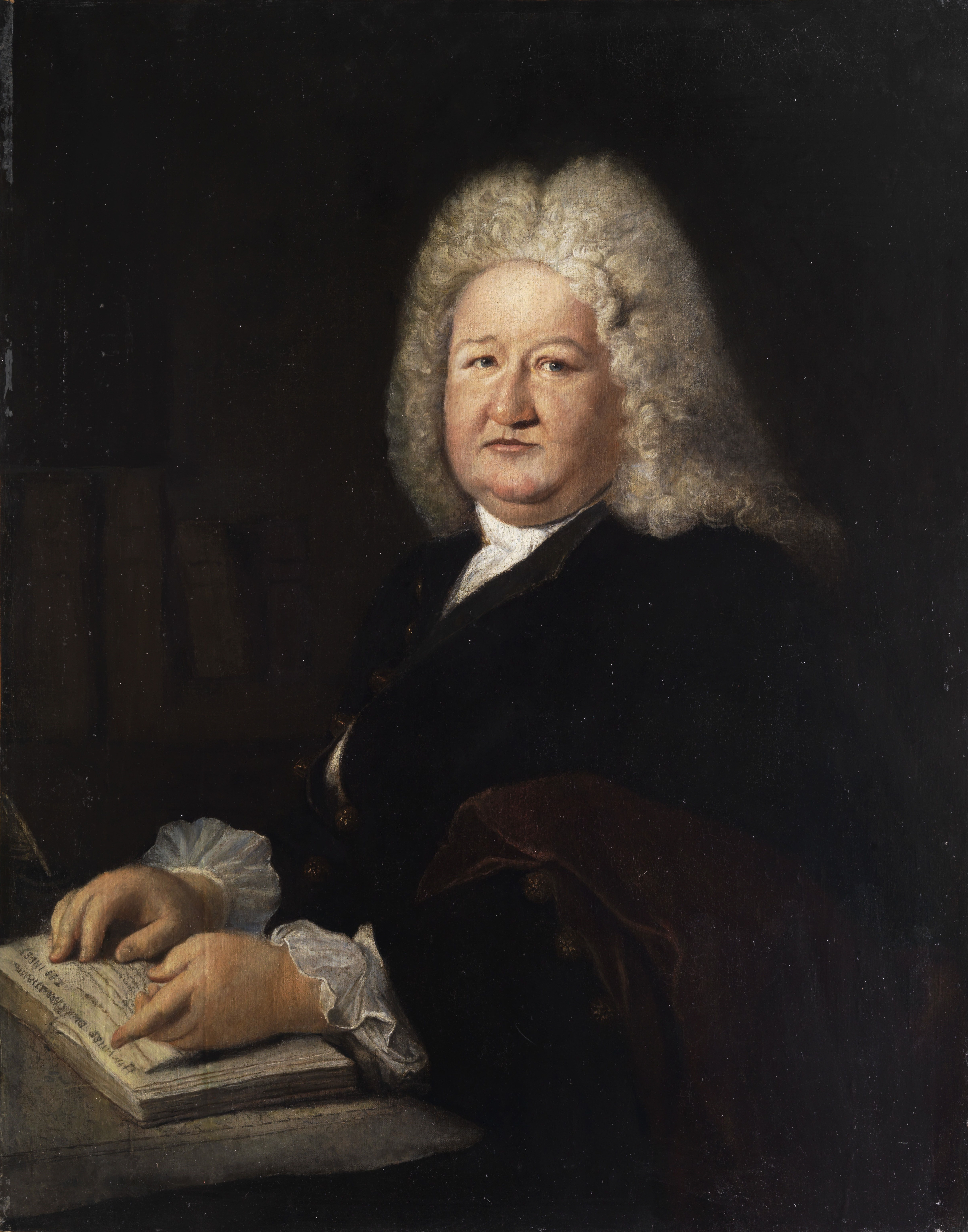
Mathurin Veyssière de La Croze, primo armenista europeo

L'iniziatore della disciplina può essere considerato Mechitar di Sebaste, fondatore dell'Ordine mechitarista nel XVIII secolo. Un altro precursore vissuto nello stesso secolo fu Mathurin Veyssière de La Croze, dapprima monaco a Saint-Germain-des-Prés e poi, convertitosi al protestantesimo, bibliotecario del re di Prussia.
I pionieri all'inizio del secolo successivo furono il monaco mechitarista e storico Mikayel Chamchian; tra i non armeni, il grande scrittore inglese Lord Byron e l'orientalista francese Antoine-Jean Saint-Martin.
Nello svolgersi del XIX secolo la loro opera fu continuata da un'altra orientalista francese, Marie-Félicité Brosset; dallo storico francese Victor Langlois; dai filologi tedeschi Johann Heinrich Hübschmann e Arthur Leist; e da un altro monaco mechitarista e storico, Ghevont Alishan.
Prima degli ultimi cento anni l'armenistica costituì un importante oggetto di studio soltanto per le comunità armene dell'Europa e dell'Impero russo, e per pochi specialisti non armeni. L'interesse per la disciplina si è ampliato soltanto dopo la prima guerra mondiale, a causa del genocidio armeno ad opera dei turchi che creò numerose comunità di profughi armeni in Europa, in America, e nella costituenda Prima Repubblica di Armenia destinata poi a diventare Repubblica Socialista Sovietica di Armenia.
Con la formazione dell'Unione Sovietica, nella neonata Repubblica Sovietica Armena gli studi di armenistica, come di ogni altra scienza, vennero posti sotto il controllo diretto dell'Accademia Nazionale Armena delle Scienze, che il 25 novembre 1943 prese il posto della sede di Erevan dell’Accademia delle Scienze dell’URSS. Pur soggetta ad un controllo autoritario, permise un maggiore impulso agli studi armeni.
Oggi numerosi centri culturali e di ricerca specializzati in questi studi operano in molti Paesi del mondo, e viene dato alla stampa un buon numero di pubblicazioni.

### L'armenistica in Italia

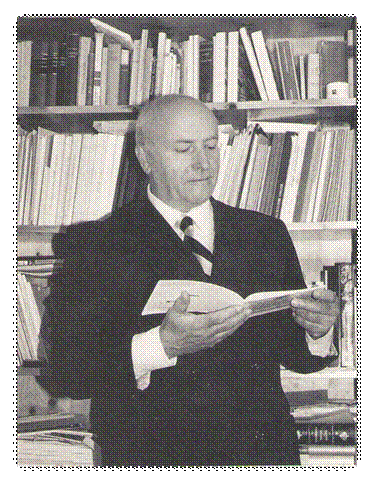
Walter Belardi, primo armenista italiano

Sull'isola di San Lazzaro degli Armeni, a Venezia, sorge un importante monastero armeno cattolico dell'ordine mechitarista, fondato nel 1717 dallo stesso Mechitar di Sebaste, che tuttora riposa in questo monastero. Esso dispone di una grande biblioteca di testi tra i quali 4.000 manoscritti armeni, uguagliata soltanto dalla collezione del Patriarcato armeno di Gerusalemme, e tutte e due superate solamente dai 17.000 manoscritti della biblioteca dell'istituto Matenadaran di Erevan in Armenia.
A Roma ha sede un Pontificio collegio armeno (in Lingua armena ՔԱՀԱՆԱՅԱՊԵՏԱԿԱՆ ԼԵՒՈՆԵԱՆ ՀԱՅ ՎԱՐԺԱՐԱՆ), fondato il 25 luglio 1888 da Papa Leone XIII in attuazione dell'enciclica Paterna Caritas.
Nonostante l'ottimo contributo da sempre fornito dalle comunità armene presenti in Italia agli studi di armenistica, tra gli italiani questi studi sono progrediti soltanto di recente, e in genere in un ambito specialistico. Il primo italiano esperto di lingua armena fu probabilmente il poliedrico matematico, filosofo e orientalista Giambattista Raimondi (1536-1614). Ma il primo glottologo e linguista italiano ad avere iniziato una tradizione continuativa di studi è stato il versatile Walter Belardi (1923-2008), che svolse il suo magistero dalla I cattedra di glottologia dell'Università di Roma "La Sapienza".
La prima cattedra di Lingua e letteratura armena in Italia fu istituita presso l'Università di Bologna nel 1973, su impulso dell'insigne linguista Luigi Heilmann, e fu ricoperta dalla fondazione al 2004 da Gabriella Uluhogian, maestra di generazioni di allievi.
Oggi i principali armenisti in Italia sono Baykar Sivazliyan, docente all'Università degli studi di Milano, Boghos Levon Zekiyan, già docente all'Università Ca' Foscari Venezia e Aldo Ferrari ordinario a Venezia, unico nel settore, insieme a Anna Sirinian, Paola Mildonian, Giusto Traina, Alessandro Orengo, Riccardo Pane, Marco Bais.
Da segnalare, in contesti non specificatamente accademici o non relativi al settore armenologico, sono le traduzioni di Sonya Orfalian e Anush Torunyan, quest'ultima autrice di una traduzione dall'Armeno della Leggenda Dantesca del poeta armeno Yeghishe Charents, Nazar il prode di 
Hovhannes Tumanyan, di Kegham Jamil Boloyan autore delle traduzioni di vari autori tra cui Hagop Paronyan. Da segnalare i contributi del versatile orientalista Alberto Elli, Letizia Leonardi giornalista e scrittrice insignita di diversi riconoscimenti e della Medaglia di Gratitudine, consegnata dal presidente della Repubblica d'Armenia Vahagn Khachaturyan e dell'italianista Carlo Coppola del Centro Studi Hrand Nazariantz.
Alcune università italiane offrono corsi di lingua, letteratura, filologia e storia armena. Le principali sono le già citate Università di Bologna, Università Ca' Foscari Venezia, Università di Pisa, Università degli studi di Milano, Università di Roma "La Sapienza". Tali corsi rientrano nel settore disciplinare "L-OR/13 - Armenistica, caucasologia, mongolistica e turcologia".
Presso l'Università Ca' Foscari a Venezia è attiva l'"Associazione Culturale Padus-Araxes", fondata nel 1987, per la promozione e la diffusione della cultura armena.
Degno di nota è il lavoro del Centro Studi "Hrand Nazariantz" fondato nel 2011 a Bari, sotto la spinta del quale sono stati pubblicati volumi dedicati al poeta Hrand Nazariantz, al Genocidio degli Armeni, alla presenza armena in Italia.